# Афзалов, Виктор Мусавирович
Виктор Мусавирович Афзалов (род. 9 июня 1968, с. Укромное, Симферопольский район, Крымская область, Украинская ССР, СССР) — российский военачальник, главнокомандующий Воздушно-космическими силами Российской Федерации с 20 октября 2023 года. Генерал-полковник (2022).

## Биография
Родился 9 июня 1968 года в селе Укромное Симферопольского района Крымской области.
На военной службе с 1985 года.
В 1989 году окончил Пушкинское высшее военное училище радиоэлектроники ПВО, в 2000 году — Военный университет ПВО, в 2010 году — Военную академию Генерального штаба Вооружённых сил Российской Федерации.
Службу проходил в Войсках ПВО, первая должность — начальник расчета отделения боевого управления группы зенитных ракетных дивизионов корпуса ПВО. Затем проходил службу в должностях заместителя командира дивизиона по вооружению, командира радиотехнической батареи зенитного ракетного дивизиона корпуса противовоздушной обороны, командира зенитного ракетного дивизиона, начальника штаба – заместителя командира зенитного ракетного полка, командира зенитного ракетного полка корпуса противовоздушной обороны. В 2007—2008 годах – начальник штаба – заместитель командира дивизии противовоздушной обороны.
С 2010 по 2012 год командовал 4-й бригадой воздушно-космической обороны. В 2012—2017 годах — начальник штаба — первый заместитель командующего 11-й армией ВВС и ПВО. В июле 2017 года указом президента РФ назначен командующим 11-й армией ВВС и ПВО Восточного военного округа (Хабаровск). С августа 2018 года служил в должности начальника главного штаба — первого заместителя главнокомандующего Воздушно-космическими силами Российской Федерации.
Воинское звание генерал-лейтенант присвоено 11 июня 2019.
Временно исполнял должность Главнокомандующего ВКС России во время нахождения главкома генерала армии С. В. Суровикина в командировке в Сирийской Арабской республике в 2020 году и в должности начальника и заместителя командующего Объединённой группировкой войск и сил в ходе российского вторжения на Украину. Также он исполнял обязанности главкома после отстранения Суровикина от должности в июле 2023 года.
Воинское звание генерал-полковник присвоено 7 декабря 2022.
20 октября 2023 года стало известно, что генерал-полковник Виктор Афзалов назначен главнокомандующим ВКС России.

## Семья
Женат. Имеет двух сыновей.

## Награды
Награждён орденами «За заслуги перед Отечеством» IV, III, II степеней, Александра Невского, «За военные заслуги», медалями.

## Санкции
18 декабря 2023 года, из-за российского вторжения на Украину, попал под санкции стран Евросоюза как «отвечающий за проведение воздушных операций против Украины во время агрессивной войны России против Украины».